# Chi Ursae Majoris
χ Ursae Majoris (Chi Ursae Majoris, kurz χ UMa) ist ein Stern im Sternbild Großer Bär. Er hat eine scheinbare Helligkeit von 3,7 mag und gehört der Spektralklasse K0.5 IIIb an.
Der Stern wurde am 30. Juni 2017 von der IAU  mit dem Namen Taiyangshou benannt.